# Yukio Kagayama

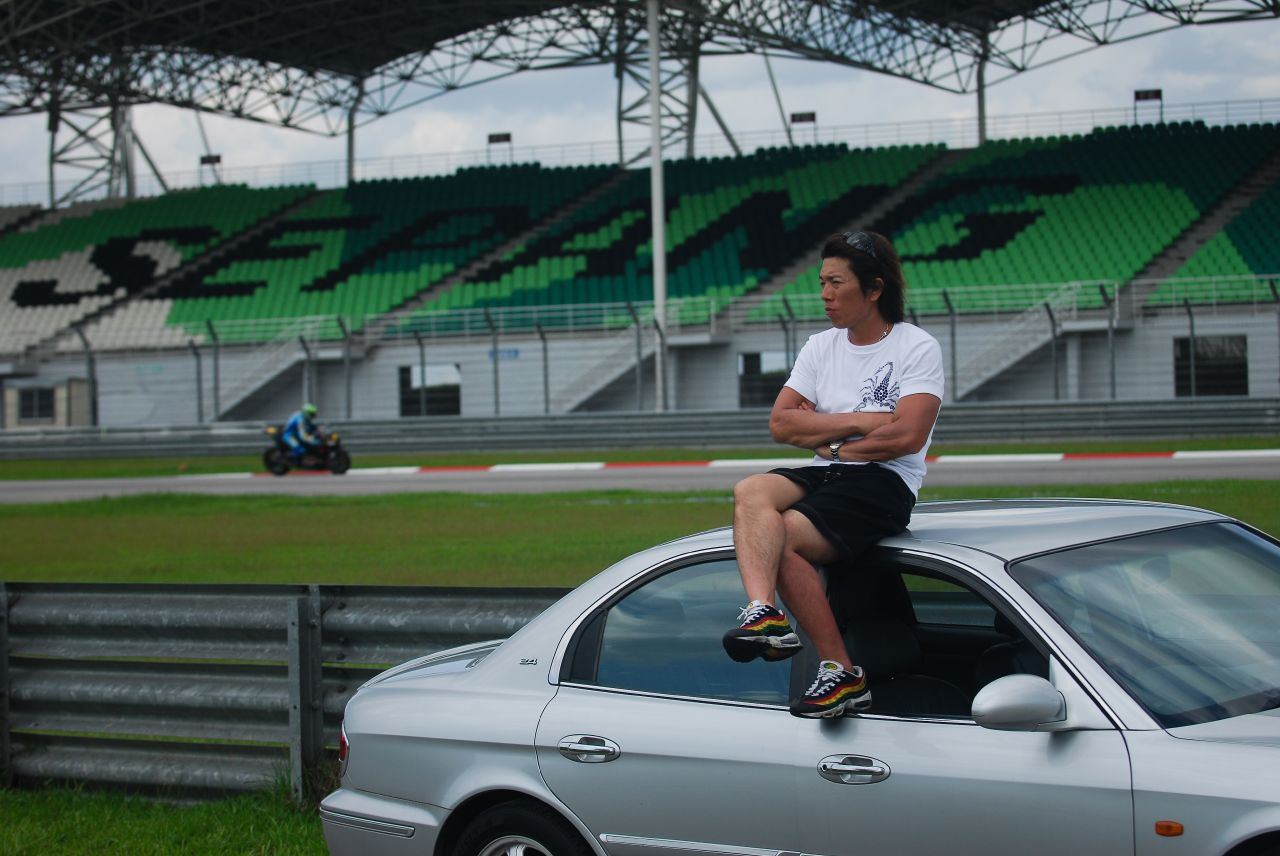
Yukio Kagayama 2007.

Yukio Kagayama, född 4 maj 1974 i Yokohama i Japan, är en japansk roadracingförare.

## Karriär
Från 1990, då han började sin karriär, tillbringade han flera år i All Japan Road Race Championship, en serie han kom fyra i 2001. 2003 ställde han upp i British Superbike Championship för Rizla Suzuki tillsammans med dubble brittiske mästaren John Reynolds. Han kraschade då häftigt vid Cadwell Park, men hade innan dess vunnit tre av loppen. 2004 gjorde han comeback och kom trea i årets mästerskap. Han har också kört för Suzuki i Grand Prix vid ett flertal tillfällen.
2010 återvände han till British Superbike Championship för att köra för Worx Suzuki. Hans lagkamrat är Tommy Hill.